# О, щасливчик! (фільм, 1973)
«О, щасливчик!» (англ. O Lucky Man!) — кінодрама, фантастичний фільм, британського режисера Ліндсі Андерсона, що вийшов на екрани в 1973 році. Алегорія на життя в капіталістичному суспільстві. Друга частина кінотрилогії про Міка Тревіса, до якої входять також фільми «Якщо....» (1968) та «Шпиталь «Британія»» (1982). Фільм демонструвався в 1973 на Каннському кінофестивалі. . Кінострічка здобула премію BAFTA і номінувалася на «Золотий глобус».

## Сюжет
Мік Тревіс (Малкольм Макдавел) — амбітний, привабливий та неймовірно життєрадісний молодий чоловік, який робить перші кроки щоб добитися успіху на кар’єрній дорозі продавця кави. Щасливий випадок і чарівний ентузіазм Тревіса допомагають йому швидко отримати роботу торгового агента солідної компанії, що спеціалізується на продажу кави, і він на новенькому автомобілі вирушає на північний схід Англій здобувати вершини своєї долі. Спочатку все сприяє успіху і люди роблять йому навіть подарунки, коли це не заважає їхнім інтересам. Однак на нього чекає перша невдача — заблукавши, Мік випадково заїжджає в заборонену зону якогось секретного підприємства. Співробітники охорони сприймають його за іноземного шпигуна, затримують і допитують застосовуючи навіть тортури. І тільки несподівана аварія на секретному підприємстві дає можливість Мікові втекти, скориставшись загальною біганиною і метушнею. Починається подорож Міка по країні…

## Ролі виконують
- Малкольм Макдавел — Мік Тревіс
- Ральф Річардсон — Монті / Сер Джеймс Берджес
- Рейчел Робертс[en] — Глорія Роу / мадам Пейар / пані Річардс
- Артур Лоу[en] — пан Даф / Чарлі Джонсон / доктор Манда
- Гелен Міррен — Патриція Берджес
- Грем Кровден[en] — доктор Міллар / професор Стюарт / пияк Мет
- Денді Ніколс[en] — офіціантка у військовій установі
- Алан Прайс — клавішник з британської групи «The Animals»
- Ліндсі Андерсон — режисер (в титрах не вказаний)
- Вівіан Піклз — добра леді

## Музика фільму
Алан Прайс британський автор пісень, актор і клавішник групи «Тварини» (The Animals), звернувся до Ліндсі Андерсона, що він хотів би зняти документальний фільм про гастролі групи в Англії, але забракло коштів. Однак, коли був написаний сценарій фільму «О, щасливчик!», Андерсон запропонував Прайсові написати музику до фільму. Прайс не тільки написав майже всі пісні до початку зйомок, але й музиканти групи стали акторами самого фільму.
- O Lucky Man!
- Poor People
- Sell Sell
- Pastoral
- Arrival
- Look Over Your Shoulder
- Justice
- My Home Town
- Changes
- O Lucky Man!

## Нагороди
- 1974 Премія БАФТА, Британської академії телебачення та кіномистецтва:
  - Премія БАФТА за найкращу чоловічу роль другого плану (кіно) — Артур Лоу
  - Премія Anthony Asquith за найкращу музику до фільму — Алан Прайс

## Навколо фільму
- Практично кожен актор у фільмі грає кілька ролей.
- Було приблизно 30 дублів сцени, коли режисер, якого грає Ліндсі Андерсон, б'є Малкольма Макдавела по обличчю за допомогою папки з сценарієм фільму.